# Graeme Fell
Graeme Vincent Fell (ur. 19 marca 1959 w Romford) – brytyjski, a następnie kanadyjski lekkoatleta, długodystansowiec trzykrotny medalista  igrzysk Wspólnoty Narodów, dwukrotny olimpijczyk.
Specjalizował się w biegu na 3000 metrów z przeszkodami. Jako reprezentant Wielkiej Brytanii zajął w nim 10. miejsce na mistrzostwach Europy w 1982 w Atenach. Startując w barwach Anglii zdobył srebrny medal w tej konkurencji na igrzyskach Wspólnoty Narodów w 1982 w Brisbane, przegrywając jedynie z Kenijczykiem Juliusem Korirem. Zajął 6. miejsce na tym dystansie na mistrzostwach świata w 1983 w Helsinkach.
Od 1984 Fell miał obywatelstwo Kanady i reprezentował to państwo. Zajął 3. miejsce w biegu na 3000 metrów z przeszkodami w zawodach pucharu świata w 1985 w Canberze.
Zwyciężył w tej konkurencji na igrzyskach Wspólnoty Narodów w 1986 w Edynburgu, zajął 5. miejsce na mistrzostwach świata w 1987 w Rzymie oraz 11. miejsce na igrzyskach olimpijskich w 1988 w Seulu.
Zdobył złoty medal w biegu na 3000 metrów z przeszkodami na igrzyskach frankofońskich w 1989 w Casablance. Zajął 4. miejsce w biegu na 3000 metrów z przeszkodami i odpadł w eliminacjach biegu na 5000 metrów na igrzyskach Wspólnoty Narodów w 1990 w Auckland. Na mistrzostwach świata w 1991 w Tokio zajął 14. miejsce w finale biegu na 3000 metrów z przeszkodami. Odpadł w eliminacjach tej konkurencji na  igrzyskach olimpijskich w 1992 w Barcelonie.
Zdobył brązowy medal w biegu na 3000 metrów z przeszkodami na igrzyskach Wspólnoty Narodów w 1994 w Victorii. Na mistrzostwach świata w 1995 w Göteborgu odpadł w eliminacjach na tym dystansie. Po raz drugi zwyciężył w tej konkurencji na igrzyskach frankofońskich w 1997 w Antananarywie.
Był wicemistrzem Wielkiej Brytanii (AAA) w biegu na 3000 metrów z przeszkodami w 1981 i 1982 oraz brązowym medalistą na tym dystansie w 1984. Zdobył mistrzostwo Kanady w tej konkurencji w latach 1985–1989, 1993 i 1995.
Dwukrotnie poprawiał rekord Kanady w biegu na 3000 metrów z przeszkodami do wyniku 8:12,58 uzyskanego 28 sierpnia 1985 w Koblencji. Był to również najlepszy wynik w jego karierze.